# 朝日町立あさひ野小学校
朝日町立あさひ野小学校（あさひちょうりつ あさひのしょうがっこう）は富山県下新川郡朝日町にある公立小学校。

## 沿革
- 1999年（平成11年）4月6日 - 朝日町立山崎小学校と朝日町立大家庄小学校が統合され開校[2][3]。
- 2005年（平成17年）
  - 4月1日 - 朝日町立南保小学校と統合[2][4]。
  - 6月27日 - 屋外プール竣工し、プール開き[4]。
  - 11月30日 - あさひ野小学校区安全パトロール隊結成[4]。
- 2008年（平成20年）11月22日 - 創立10周年記念式典挙行し、記念演奏会・学習発表会・タイムカプセル封印セレモニー・記念祝賀会を行う[4]。
- 2013年（平成25年）4月 - 児童トイレ洋式化（全温水便座洗浄付）[4]。
- 2018年（平成30年）11月10日 - 創立20周年記念式典挙行し、記念演奏会・記念祝賀会を行う[4]。
- 2022年（令和4年）4月1日 - 朝日町保小中一貫教育校となる。同日、コミュニティ・スクールに指定[4]。

## 通学区域
南保、長野、石谷、蛭谷、小更、越、竹ノ内、南保町、高畠、谷、山崎、棚山、山崎新、細野、山王、殿町、大家庄、三枚橋、不動堂、野新、高橋、横水、殿、下山新、金山、窪田、舟川新、下山、月山の一部、藤塚、下野

## 進学先
- 朝日町立朝日中学校 (富山県)

## 周辺
- 朝日町子育て支援センターいちご保育園（町立保育園） - 朝日町道をはさんで、敷地が隣接。かつ、進学前保育園。
- 朝日町埋蔵文化財保存活用施設まいぶんKAN - 県道13号線沿い
- 富山県道13号朝日宇奈月線
- 不動堂遺跡

## アクセス
- 朝日町コミュニティバス『あさひバス』「E1 藤塚線」で、「まいぶんKAN」停留所から、徒歩約650m・約10分。
  - ただし、登校時間帯の運行は無い。
- あいの風とやま鉄道あいの風とやま鉄道線泊駅から、上述の『あさひバス』に乗車し18分、「まいぶんKAN」停留所下車後、徒歩。